# Salmão com sidra

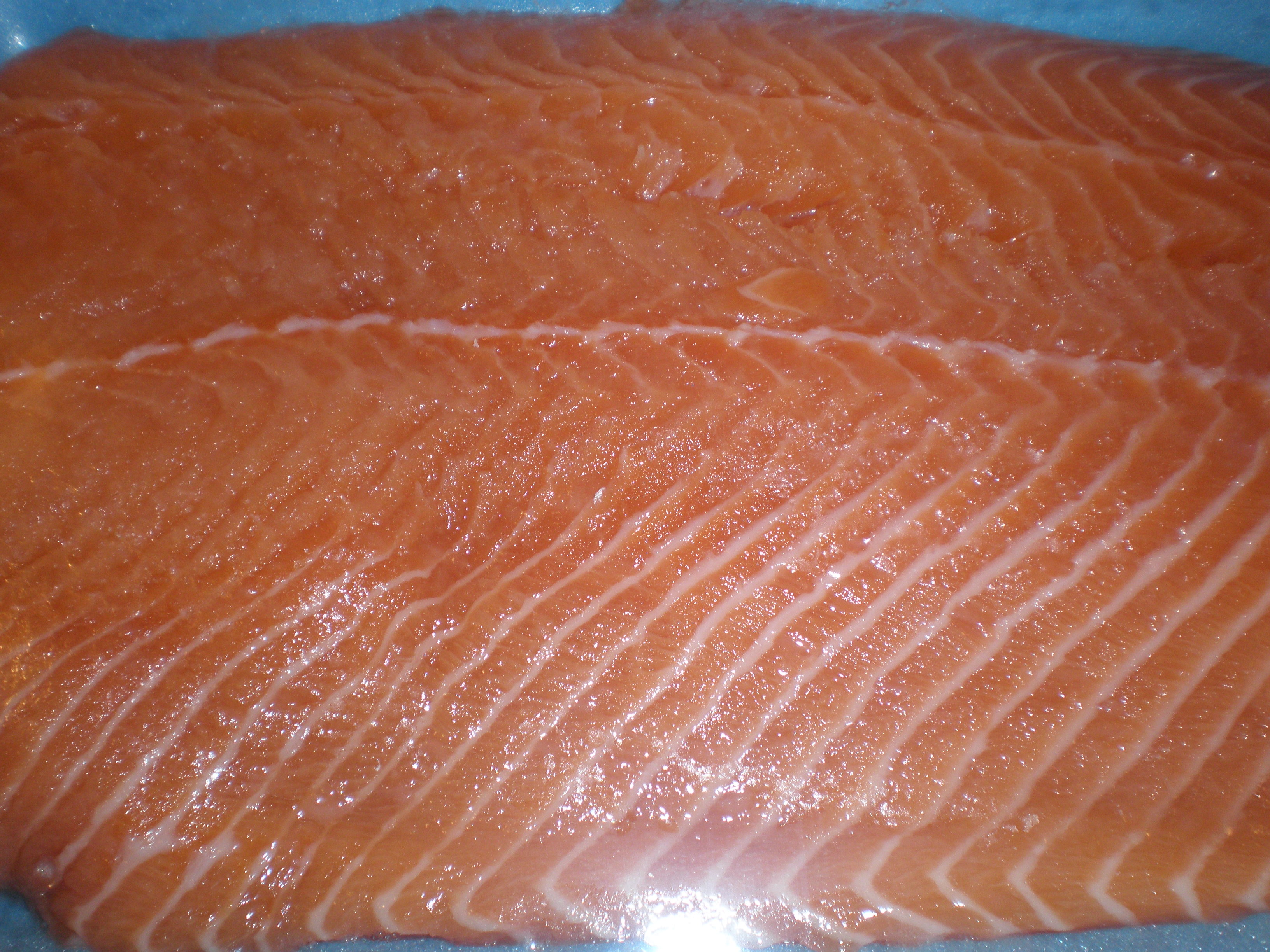
Salmão cru sem espinhas

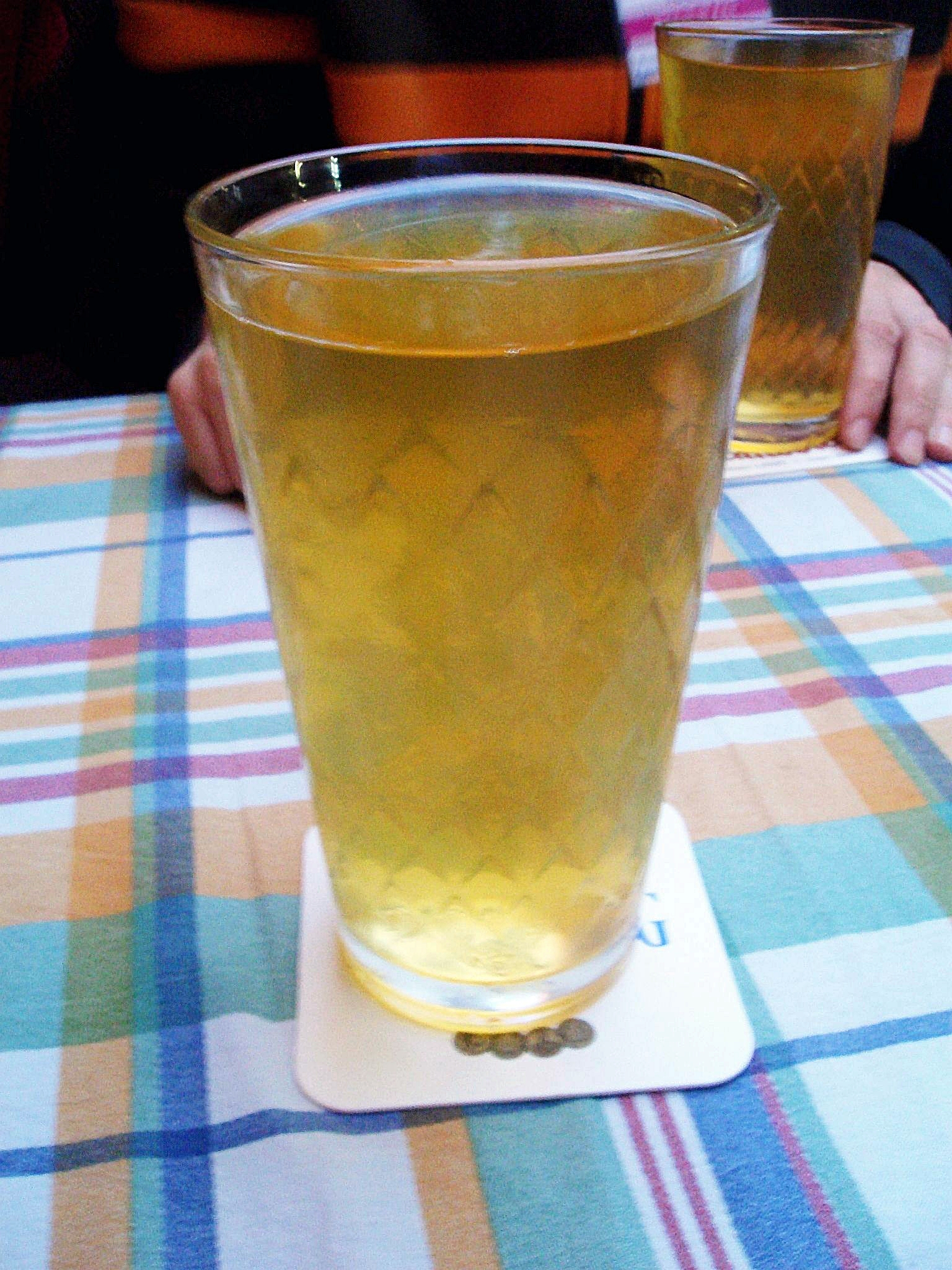
Sidra

Salmão com sidra (ou salmón a la sidra, em Castelhano) é um prato típico da região das Astúrias, na Espanha.
Para além do salmão, este prato é preparado com cogumelos, sidra, farinha maisena, pimenta branca moída, uma folha de louro e sal. Começa-se por lavar o salmão e retirar-lhe as espinhas. Os cogumelos são bem lavados em diversas águas. O salmão é assado em forno quente durante 12 minutos, com a sidra, os cogumelos e os restantes temperos, coberto com uma folha de alumínio. No fim, retira-se o papel de alumínio, sendo escorrido o molho para espessar num tacho à parte com a maizena. O salmão é servido em seguida, com os cogumelos e o molho. É normalmente acompanhado com batata cozida.
No início do século XIX, os mineiros das reservas carboníferas das Astúrias exigiam que não lhes dessem salmão mais que três vezes por semana, tal era a abundância deste peixe. Actualmente, o salmão dos rios daquela região atinge preços muito elevados.